# Кугітек
Кугіте́к — гірський хребет в Південно-Таджицькому регіоні, на території Хатлонської області на півдні Таджикистану.
Хребет простягається між долинами річок Обімазор на півночі та Яхсу на півдні.